# Lenarchus brevipennis
Lenarchus brevipennis är en nattsländeart som först beskrevs av Banks 1899.  Lenarchus brevipennis ingår i släktet Lenarchus och familjen husmasknattsländor. Inga underarter finns listade i Catalogue of Life.